# Luigi Stefano Giarda
Luigi Stefano Giarda (Cassolnovo, 19 marzo 1868 – Viña del Mar, 31 gennaio 1952) è stato un violoncellista e compositore italiano.

## Biografia

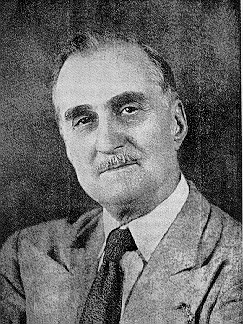
Luigi Stefano Giarda

Nato in una famiglia di musicisti, intraprese gli studi musicali nel conservatorio di Milano dove apprese la tecnica del violoncello sotto la sagace guida di Giuseppe Magrini che aveva innestato a Milano la scuola napoletana di Gaetano Ciandelli, dal quale fu fortemente influenzato. Conseguì il diploma “con primo premio” nel 1888.

Primo violoncello al Teatro alla Scala di Milano, al Teatro Regio di Torino e al Teatro La Fenice di Venezia, insegnò poi all'Istituto musicale di Padova e, nel 1897 succedette a Domenico Laboccetta sulla cattedra di violoncello nel Conservatorio San Pietro a Majella di Napoli.

Ebbe così occasione di frequentare i salotti napoletani e particolarmente quello dei coniugi Benedetto Maglione e Teresa Oneto, ricchi intellettuali amici di artisti e musicisti, che divennero suoi mecenati. Giarda dedicò a Teresa Oneto la sua sonata in La maggiore per pianoforte e violoncello op. 23.
A Napoli mancava una cosiddetta “Società del quartetto” come a Milano e in altre città. Giarda nel 1897, con Angelo Ferni primo violino, Ignazio Pascarella secondo violino e Salvatore Cajati viola costituì un nuovo quartetto d'archi, al quale occasionalmente si univa Giuseppe Martucci al pianoforte per eseguire composizioni in quintetto. A Napoli conobbe anche Lina Risbek, mite figura di pianista e scrittrice, alla quale dedicò la romanza op. 10 per canto e Pianoforte.

Nel 1898 compose l'opera “Il rejetto” che andò in scena al Teatro Mercadante di Napoli con grande successo. Successivamente scrisse una seconda opera intitolata “Lord Byron”.

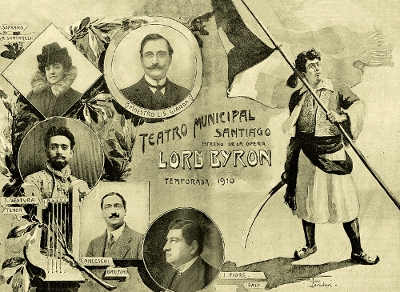
Locandina dell'opera “Lord Byron” al Teatro Municipal di Santiago con le immagini del compositore e degli interpreti principali

Nei primissimi anni del '900 si imbarcò per recarsi a Santiago nel Cile ma presto rientrò a Napoli e pubblicò il suo saggio tecnico “Del capotasto - Studi per violoncello” che dedicò a Giuseppe Magrini, suo ex insegnante di conservatorio. 
Nel 1906 lasciò di nuovo il conservatorio di Napoli e ripartì, questa volta definitivamente, per il Sud America. Stabilitosi a Santiago divenne il vice direttore del locale conservatorio. 
Nel 1910 curò una ripresa della sua opera "Lord Byron" che fu messa in scena al Teatro Municipal. Gli interpreti principali furono il soprano Amedea Santarelli, il tenore Elvino Ventura e il noto baritono Aristide Anceschi.
 Giarda morì a Viña del Mar nel 1952.

### Annotazioni
1. ↑  L'addetto culturale del Cile in Italia, Antonio Arèvalo, 
affermò nel luglio 2015: «Giarda è la base della musica cilena per la sua attività didattica, compositiva e artistica...»

### Fonti
1. 1 2 3 4   Giarda Luigi Francesco, su Enciclopedia degli Italiani Treccani. URL consultato il 18 febbraio 2023.
2. 1 2 3 4 5   Enrica Donisi, La scuola violoncellistica di Gaetano Ciandelli, Bologna, Libreria Musicale Italiana, 2016,  pp. 150-152.
3. ↑  Donisi 2016, p. 21.
4. 1 2  Donisi 2016, p. 96.
5. ↑   alla voce Ferni - famiglia di musicisti, sub Angelo Ferni, su Enciclopedia degli Italiani Treccani. URL consultato il 16 febbraio 2023.
6. ↑   Luigi Forino, Il violoncello, il violoncellista e i violoncellisti, collana Manuali Hoepli, Milano, Hoepli, 1905,  p. 369.
7. ↑  Donisi 2016, p. XII.